# Pabellón Fuente de San Luis
El Pabellón Municipal Fuente de San Luis (en valenciano y oficialmente: Pavelló Municipal Font de Sant Lluís; y conocido popularmente como La Fonteta) es un pabellón polideportivo municipal inaugurado en 1983 de la ciudad de Valencia, en la Comunidad Valenciana, España. Se encuentra en la avenida Hermanos Maristas 16, junto a la carretera de la Fuente San Luis, de donde recibe su nombre. Fue reformado en septiembre de 2016 y durante el verano 2017. Actualmente tiene una capacidad para 9.000 personas. 
El Valencia Basket Club de baloncesto disputó sus partidos en este polideportivo desde la temporada 1987-88 hasta 2025. También fue sede del desaparecido club femenino de baloncesto Ros Casares Valencia, y de los equipos de fútbol sala Valencia FS y Levante UD FS.
Además de la pista polideportiva principal, cuenta con salas para la práctica de halterofilia, musculación, tenis de mesa, judo, esgrima, karate y gimnasia artística.

## Espacios deportivos
- 1 Pista polideportiva “central” con espacio circundante.
- 1 sala de halterofilia, 1 sala de musculación.
- 1 sala de tenis de mesa.
- 1 sala de judo.
- 1 sala de esgrima.
- 1 sala Karate/lucha.
- 1 sala de gimnasia artística.
- 1 Pabellón de baloncesto (en el Colegio Sto. Cáliz).
- 1 pista polideportiva (en el Colegio Sto. Cáliz)

| Actividades                                                                    | Actividades                   |
| Adultos                                                                        | Escolares                     |
| ------------------------------------------------------------------------------ | ----------------------------- |
| - Baloncesto - Esgrima - Esgrima adaptada - Fútbol sala - Judo - Tenis de mesa | - Baloncesto - Esgrima - Judo |

| Cursos                                                      | Cursos    |
| Adultos                                                     | Escolares |
| ----------------------------------------------------------- | --------- |
| - Acondicionamiento físico - Aeróbic - G.A.P - Tonificación |           |